# Gyilkosság az Orient expresszen (film, 2017)
A Gyilkosság az Orient expresszen (eredeti cím: Murder on the Orient Express) 2017-ben bemutatott brit-amerikai bűnügyi filmdráma Kenneth Branagh rendezésében. A forgatókönyvet Agatha Christie azonos című regénye alapján Michael Green írta. A filmben a rendező Kenneth Branagh játssza Poirot-t, a további szerepeket Tom Bateman, Penélope Cruz, Willem Dafoe, Judi Dench, Johnny Depp, Josh Gad, Derek Jacobi, Leslie Odom Jr., Michelle Pfeiffer és Daisy Ridley alakítja.
A filmet az Amerikai Egyesült Államokban 2017. november 10-én a 20th Century Studios, míg Magyarországon egy nappal korábban november 9-én mutatták be a mozikban a Fórum Hungary forgalmazásában.
Ez volt az első olyan Foxos film, amit Magyarországon a Fórum Hungary forgalmazásában jelent meg, miután 2017-ben az InterCom Zrt. végleg elengedte azoknak a filmek forgalmazását a Kingsman: Az aranykör című filmmel.

## Cselekmény
1934 telén Hercule Poirot, a híres belga detektív nyaralni indul, miután Jeruzsálemben felgöngyölített egy ügyet. Ott találkozik barátjával, Bouc-kal, az Orient Expressz cég vezetőjének fiával. Londonból táviratot kap egy közelgő ügyről, ezért Poirot-nak haza kell térnie. Bouc felajánl neki egy szabad helyet a teljesen lefoglalt Expresszen. Poirot-nak egy éjszakára meg kell osztania fülkéjét a vonaton, de a második éjszaka már saját hálófülkéjében alhat.
Megismerjük Samuel Edward Ratchettet, egy kellemetlen modorú amerikai üzletembert, aki a háromnapos utazás során furcsán viselkedik. Elmondja Poirot-nak, hogy fenyegető leveleket kapott egy ismeretlentől. Felkéri, majd fenyegeti Poirot-t, hogy segítsen neki az ügyben, de az visszautasítja. Azon az éjszakán Poirot Ratchett fülkéjéből furcsa zajokat hall. A folyosóra kinézve lát egy vörös kimonót viselő, elsiető nőt. Másnap lavinaomlás következtében a vonat kisiklik, az utasok a hótömeg foglyaivá válnak.
Másnap reggel Poirot megtudja, hogy Ratchettet az éjszaka folyamán meggyilkolták, tucatnyi késszúrással. Poirot és Bouc vizsgálni kezdik a gyilkosságot. A bizonyítékok arra utalnak, hogy Ratchettet egy utas gyilkolhatta meg. Caroline Hubbard azt állítja, hogy éjszaka egy férfi járt a fülkéjében (Ratchett és Hubbard fülkéjének volt egy közös ajtaja, ez éjszaka nyitva volt). Poirot-t egy nyom rávezeti, hogy összefüggés van Ratchett meggyilkolása Daisy Armstrong elrablásával. A kislányt évekkel korábban elrabolták szüleitől és váltságdíjat követeltek érte. Ennek kifizetése után azonban Daisy-t meggyilkolva találták egy erdőben. Kiderül, hogy Ratchett valójában Lanfranco Cassetti, Daisy elrablója és gyilkosa. Daisy halála idején anyja, Sonia éppen gyermeket várt. A holttest megtalálása után a sokktól elvetélt, és ő maga is meghalt. Apja, Armstrong ezredes pedig öngyilkosságot követett el. A család dajkáját, Susanne-t letartóztatták, és a rendőrség őrizetében felakasztotta magát, ártatlanul.
További bizonyítékokat találnak, köztük egy vérfoltos zsebkendőt, belehímzett „H” betűvel, és egy kalauz-egyenruha leszakadt gombját, Mrs. Hubbard rekeszében. Az egyenruhát később megtalálják, akárcsak a vörös kimonót, Poirot saját bőröndjében. Mrs. Hubbardot valaki megkísérli hátulról leszúrni. Ő túléli, de nem tudja azonosítani támadóját. A kihallgatások során Poirot felfedezi, hogy több utas közvetlen kapcsolatban áll az Armstrong családdal. Miközben kikérdezi Mary Debenham nevelőnőt, Poirot konfrontálódik Dr. John Arbuthnot-tal, aki magára vállalja a gyilkosságot. Arbuthnot, aki saját állítása szerint korábban mesterlövész volt, vállon lövi Poirot-t, de Bouc leszereli. Poirot rájön, hogy Arbuthnot valójában nem is akarta őt megölni.
Poirot összegyűjti az összes gyanúsítottat a vonaton kívül. Két elméletet kínál fel nekik a Ratchett-gyilkosság megoldására. Az első változat egyszerű: Poirot azt a következtetést adja elő, hogy egy álruhás bérgyilkos meggyilkolta Ratchett-et, majd elmenekült. A második változat összetettebb: Mindegyik utas bűnös, mindenki kapcsolódik valamilyen módon az Armstrong-ügyhöz, Susanne-hez és a bűncselekmény későbbi bírósági tárgyalásához. Edward Henry Masterman a háború alatt Armstrong ezredes segédtisztje volt, később az Armstrong-háztartás személyzetéhez tartozott. Dr. Arbuthnot Armstrong ezredes bajtársa és legjobb barátja volt. Helena Andrényi grófnő (született Goldenberg), Sonia Armstrong nővére és Daisy nagynénje volt. Gróf Rudolph Andrényi, Helena férje, nagyon szereti őt, és a tragédia óta látnia kell feleségének lelki tusáját húga és unokahúga halála miatt. Dragomirov hercegnő Sonia Armstrong keresztanyja volt, és édesanyjának barátja. Miss Debenham Daisy nevelőnője volt, őt látta Poirot elfutni vörös kimonóban. Hildegarde Schmidt kisasszony az Armstrong család szakácsnője volt. Biniamino Marquez tartozott az Armstrong családnak, mivel Armstrong ezredes finanszírozza első üzletét. Miss Pilar Estravados, egy spanyol misszionáriusnő, Daisy nevelőnője volt. Hector MacQueen apja az emberrabló ügyvédje volt, aki alaptalanul vád alá helyeztette Susanne-t Daisy gyilkosságában való közreműködés miatt. Élete és karrierje összeomlott, amikor a lány ártatlansága bebizonyosodott, öngyilkossága után. Pierre Michel, a kalauz Susanne fivére volt. Cyrus Hardman, aki osztrák tudósnak öltözött, valójában egy rendőr volt, aki szerelmes volt Susanne-ba. Végül Mrs. Hubbard valójában Linda Arden (született Goldenberg), egykor a New York-i színpadok leghíresebb tragikája, Sonia Armstrong anyja és Daisy nagymamája. Mrs. Hubbard szervezte meg a csoportos gyilkosságot.
A gyilkosság éjszakáján mindannyian, kivéve a nyilvánvalóan beteg Helenát, egymás után kést szúrtak Ratchett-be, hogy igazságot szolgáltassanak ártatlan áldozatainak. A bizonyítékokat eltüntették, hogy Poirot-t meggyőzzék a magányos gyilkos elméletéről.
Poirot felajánlja az utasoknak, lőjék le őt magát, hiszen ő az egyetlen, aki tudja az ügy valódi megoldását. Mrs. Hubbard megpróbálja a fegyvert saját maga ellen fordítani, de a fegyverben nincsen töltény, mert Poirot csak látni akarta, hogyan reagálnak a gyanúsítottak. Közben a vonatot a mentőcsapat visszaemeli a sínpályára. Poirot arra a következtetésre jut, hogy az ügyben ő maga nem tehet igazságot, Ratchett megérdemelte sorsát. A megérkező jugoszláv rendőrségnek előadja a magányos gyilkos elméletét, futni hagyva a valódi tetteseket. Poirot leszáll a vonatról. Itt egy küldönc várja a hírrel, hogy gyilkosság történt a Níluson, és Poirot közreműködését kérik. Némi vonakodás után Poirot elvállalja az ügyet, és a helyszínre indul. (Ez a film folytatásának lehetőségét villantja fel).

## Szereplők
| Szerep                                      | Színész             | Magyar hang         |
| ------------------------------------------- | ------------------- | ------------------- |
| Hercule Poirot                              | Kenneth Branagh     | Csankó Zoltán       |
| Samuel Edward Ratchett / Lanfranco Cassetti | Johnny Depp         | Nagy Ervin          |
| Gerhard Hardman / Cyrus Hardman             | Willem Dafoe        | Sörös Sándor        |
| Caroline Hubbard / Linda Arden              | Michelle Pfeiffer   | Kovács Nóra         |
| Mary Debenham                               | Daisy Ridley        | Ligeti Kovács Judit |
| Pilar Estravados                            | Penélope Cruz       | Nagy-Németh Borbála |
| Edward Henry Masterman                      | Derek Jacobi        | Harsányi Gábor      |
| Hector MacQueen                             | Josh Gad            | Elek Ferenc         |
| Dragomirov hercegnő                         | Judi Dench          | Tímár Éva           |
| Hildegarde Schmidt                          | Olivia Colman       | Németh Kriszta      |
| Dr. Arbuthnot                               | Leslie Odom Jr.     | Király Attila       |
| Bouc                                        | Tom Bateman         | Miller Zoltán       |
| Andrényi Elena grófné / Helena Goldenberg   | Lucy Boynton        | Földes Eszter       |
| Andrényi Rudolph gróf                       | Szerhij Polunyin    | Jéger Zsombor       |
| Pierre Michel                               | Marwan Kenzari      | Varju Kálmán        |
| Biniamino Márquez                           | Manuel Garcia-Rulfo | Karácsonyi Zoltán   |

## A film készítése
A forgatás 2016 novemberében kezdődött az Egyesült Királyságban; az elmúlt évtizedek közül ez a film az egyik olyan, aminek forgatásához 65 mm-es filmet használtak. A film premierje 2017. november 2-án volt a londoni Royal Albert Hallban, az Egyesült Államokban 2017. november 10-én adta ki a 20th Century Fox. A film világszerte 19 millió dollárt gyűjtött össze, és vegyes kritikákat kapott a kritikusoktól, akik dicsérték az alkotók teljesítményét, de hiányolták, hogy a film nem ad újat a korábbi feldolgozásokhoz képest.

## Folytatás
2015-ben James Prichard, az Agatha Christie Ltd. elnöke és Christie dédunokája kifejezte lelkesedését a folytatáshoz, hivatkozva a Branagh-val és a produkciós csapattal való együttműködésre. 2017 májusában Branagh érdeklődést mutatott a további munkához, ha az első film sikert arat. 2017 novemberében bejelentették, hogy a Halál a Níluson aktív fejlesztés alatt áll, Michael Greennel, az első film írójával, aki visszatért a forgatókönyvíráshoz. A 2022-es filmben Branagh visszatért rendezőként és főszereplőként is.